# Karlsmoor
Das Naturschutzgebiet Karlsmoor liegt in der Stadt Rahden im Kreis Minden-Lübbecke. Es ist rund 3,7 ha groß und wird unter der Bezeichnung MI-023 geführt.  Es liegt im Zentrum der Ortschaft Preußisch Ströhen, westlich der Ortslage und östlich der Bundesstraße 239 zwischen dem Großen Dieckfluss im Norden und der Großen Aue im Süden.

## Bedeutung
Die Unterschutzstellung erfolgte wegen der Seltenheit und besonderen Eigenart der Fläche und zur Erhaltung und Wiederherstellung von Lebensgemeinschaften als Refugium für bedrohte und gefährdete wildlebende Tier- und Pflanzenarten.